# カルパティアバイソン
カルパティアバイソン（Bison bonasus hungarorum）は、偶蹄目ウシ科に属するヨーロッパバイソンの絶滅した亜種で、かつてカルパティア山脈やモルダヴィア、トランシルヴァニアに生息していた。

## 概要
近縁亜種であるコーカサスバイソンよりも約100年ほど早く数を減らしていき、19世紀には狩猟により絶滅した。最後に確認されているカルパティアバイソンは1852年にオーストリア帝国のマルマロスで射殺された。
2014年に近縁の低地亜種がヨーロッパ再野生化協会と世界自然保護基金によってポーランドからカルパティア山脈南部に再導入された。再野生化地域には2017年末までに30頭の個体が確認された。